# Polystichum echinatum
Polystichum echinatum là một loài thực vật có mạch trong họ Dryopteridaceae. Loài này được (J.F. Gmel.) C. Chr. miêu tả khoa học đầu tiên năm 1906.